# سیتروئن اوسی
سیتروئن اوسی یک خودروی مفهومی است که توسط پینینفارینا برای شرکت خودروسازی فرانسوی سیتروئن طراحی شده‌است. از این خودرو در نمایشگاه خودرو ژنو رونمایی شد.
این خودرو به یک موتور ۳ لیتری ۶ سیلندر مجهز است، ترمزهای این خودرو از نوع ترمزهای برمبو است و نیروی موتور از طریق یک گیربکس ۵ سرعته ZF اتوماتیک به چرخ‌های عقب ارسال می‌شود.
صندلی راننده در وسط قرار دارد و ۲ سرنشین در دو طرف و کمی عقب‌تر از صندلی راننده قرار دارند. پینینفارینا برای این طراحی این خودرو از ماترا باگرا الهام گرفته‌است. یکی از جزئیات خصوصاً غیرمعمول این خودرو درهای خلبانی است که شباهت زیادی به درهای کابین خلبان هواپیماهای جنگنده دارد. یکی دیگر از ویژگی‌های این خودرو بهره‌مندی از سیستم تعلیق هیدروپنوماتیک سیتروئن است که قابلیت تنظیم ارتفاع را به خودرو می‌دهد.